# Kipinä
Kipinä (с фин. — «И́скорка») — детский иллюстрированный литературно-художественный журнал. Издаётся в Петрозаводске отдельными выпусками на финском, карельском и вепсском языках.

## Общие сведения
Предназначен для детей школьного возраста, изучающих финский, карельский и вепсский языки, знакомит с историей и национальными традициями финно-угорских народов. Журнал публикует рассказы и стихи авторов, пишущих на финском, карельском, вепсском языках, а также литературные произведения в переводах. Кроме этого, публикуются творческие работы самих школьников, кроссворды, ребусы и комиксы для детей.
Редакция журнала входит в состав издательства «Периодика».

## История
История журнала, созданного для школьников-пионеров, началась в 1932 году в Ленинграде. Журнал выходил два раза в месяц.
В августе 1986 года, по инициативе известного карельского писателя Яакко Ругоева, журнал получил вторую жизнь в Петрозаводске. В 1989 году у журнала было около 8000 подписчиков, выпускался ежемесячно издательством «Карелия».
С 2011 года журнал начал выходить отдельными выпусками на финском, карельском и вепсском языках — по 4 раза в год каждый журнал. Финский и вепсский журналы выходят на 24-х, карельский (на двух диалектах: собственно-карельский и ливвиковский) — на 32-х страницах.
Коллектив редакторов журнала «Kipinä» за особый вклад в сохранение и развитие национальной культуры Республики Карелия удостоен премии «Сампо» (2015).
Главные редакторы
- Юрье Карппанен (1932, первый редактор журнала)
- Виктор Хусу
- Галина Леттиева
- Виктор Паасо
- Нина Ругоева (1994—1997)
- Ирина Курило (1997—2004)
- Екатерина Захарова
- Элина Бюркланд (2005—2010)
- Наталья Денисова
- Яна Филимонкова
- Оксана Чурыгина